# Jim Rickards
Pour les articles homonymes, voir Rickards.
James G. Rickards est un avocat américain s’exprimant sur les questions financières et rédacteur de lettres d'informations spécialisées depuis 2014. 
Il est l’auteur entre autres du best-seller Currency Wars : The Making of the Next Global Crisis, publié en 2011, et de The Death of Money: The Coming Collapse of the International Monetary System (La mort de l’argent : l'effondrement imminent du système monétaire international), publié en 2014, The New Case for Gold (Le nouveau plaidoyer pour l'or), publié en 2016, et The Road to Ruin: The Global Elites' Secret Plan for the Next Financial Crisis, aussi publié, publié en 2016, ainsi que sa traduction française, En marche vers la faillite, publié en 2017. 
James Rickards est rédacteur en chef d’Intelligence Stratégique, un bulletin financier et directeur du Projet James Rickards, une enquête sur la dynamique complexe entre géopolitique et capital mondial. Il est gestionnaire de portefeuille, avocat et économiste, et a occupé des postes supérieurs chez Citibank, Long Term Capital Management et Caxton Associates. En 1998, il était le principal négociateur du sauvetage de LTCM parrainé par la Réserve fédérale. Ses clients comprennent des investisseurs institutionnels et des directions gouvernementales.

## Biographie
Jim Rickards a fréquenté le lycée de Lower Cape May à Cape May, dans le New Jersey, jusqu’en 1969. Il est entré ensuite à l’Université Johns-Hopkins, où il a obtenu en 1973 une Licence puis intégré la Paul H. Nitze School of Advanced International Studies, à Washington D.C., où il a obtenu une Maîtrise en économie internationale. Il est également titulaire d’un doctorat en droit de l’Université de Pennsylvanie (University of Pennsylvania Law School) et d’un master en fiscalité de l’Université de New York (New York University School of Law).
Il a été conseiller auprès de Long Term Capital Management (LTCM), le hedge fund qui fut sauvé de la faillite par la Federal Reserve Bank of New York en 1998, et le principal négociateur au cours de ce même sauvetage. Jim Rickards a également travaillé à Wall Street pendant 35 ans. Il a occupé les fonctions de directeur de l’intelligence marketing chez Omnis, Inc. (en), une société de conseil. 
Jim Rickards a participé à deux exercices de simulation de guerre financière organisés par le Pentagone, dans le Maryland en 2009 et au Pentagone directement en 2015. 
Le 24 mars 2009, Jim Rickards a déclaré au cours d’une conférence se déroulant à Johns Hopkins, qu’une hyperinflation imminente menaçait le dollar et que ce dernier était vulnérable aux attaques menées par des gouvernements étrangers via l’accumulation d’or et à l’instauration d’une nouvelle monnaie mondiale. Le 10 septembre 2009, il a témoigné devant la Chambre des Représentants sur le thème des risques présentés par les modèles financiers, les pertes potentielles (VaR) et la crise financière de 2008.
Dans de multiples messages diffusés sur Internet et par e-mail en 2015, Jim Rickards déclare qu’il est Conseiller auprès de la CIA et du directeur du renseignement national sur les questions des risques financiers et de la guerre asymétrique, et aurait lancé des mises en garde concernant l’imminence d’un effondrement financier aux États-Unis. Ces sites internet et e-mails (par exemple, l’article diffusé sur le site Money Morning, intitulé 5 Sure Signs the US Economy is finished) impliquent qu’il ait occupé des fonctions officielles au sein des services du renseignement américain, de la défense et de la sécurité : par exemple, en qualité de « conseiller spécialisé dans les marchés financiers, auprès de la Direction du renseignement national » et en tant « qu’architecte » du Prophecy Project, décrit comme un système conçu par la CIA pour prédire les crises financières. 

## Publications
- (en) Currency Wars : The Making of the Next Global Crisis, Penguin Random House, 2011, 318 p.
- (en) The Death of Money : The Coming Collapse of the International Monetary System, Penguin Random House, 2014, 369 p.
- The big drop, Agora Financial (en), 2015 
  - traduction française sous le titre 2024 Le nouvel ordre monétaire, Publications Agora France, 2015, 286 p.
- (en) The New Case for Gold, Penguin Random House, 2016, 182 p.
- (en) The Road to Ruin : The Global Elites' Secret Plan for the Next Financial Crisis, Penguin Random House, 2016, 348 p.
  - traduction française sous le titre En marche vers la faillite. Le plan secret de l'élite internationale, Publications Agora France, 2017, 451 p.
- (en) Aftermath : Seven Secrets of Wealth Preservation in the Coming Chaos, Penguin Random House, 2019, 335 p.
- (en) The New Great Depression : Winners and Losers in a Post-Pandemic World, Penguin Random House, 2021, 205 p.
- (en) Sold Out : How Broken Supply Chains, Surging Inflation, and Political Instability Will Sink the Global Economy, Penguin Random House, 2022, 272 p. (ISBN 978-0593542316)

Dans Currency Wars, Jim Rickards affirme que les guerres des devises ne représentent pas simplement un problème économique et monétaire, mais également une question de sécurité nationale. Il soutient que la sécurité nationale des États-Unis est sérieusement menacée, aussi bien par les achats d’or auxquels se livre la Chine clandestinement, que par les intentions cachées des fonds souverains. Il indique également que la menace la plus sérieuse de toutes, ce serait le véritable danger d’un effondrement du dollar. Jim Rickards explique que la Réserve fédérale se livre à ce qu’il appelle « le plus gros coups de poker de toute l’histoire de la finance », en s’efforçant continuellement de stimuler l’économie en imprimant des milliers de milliards de dollars.

## Sources
- "James G. Rickards, Senior Managing Director for Market Intelligence" Omnis, Inc. Retrieved May 13, 2011
- Bei Hu, "China Is in Midst of 'Greatest Bubble in History', ex-LTCM's Rickards Says" Bloomberg (March 17, 2010). Retrieved May 14, 2011
- Kathryn M. Welling, "Threat Finance: Capital Markets Risk Complex and Supercritical, Says Jim Rickards" (PDF) welling@weeden (February 25, 2010). Retrieved May 13, 2011
- "Omnis's Rickards Interview March 24 on Middle East Unrest" Bloomberg News (March 24, 2011). Retrieved May 13, 2011
- "A sneak attack on the U.S. dollar?" Politico (April 1, 2009).
- "Testimony of James G. Rickards, Senior Managing Director for Market Intelligence, Omnis, Inc., McLean, VA" (PDF) U.S. House Committee on Science, Space and Technology (September 10, 2009). Retrieved May 16, 2011
- Book website Retrieved November 2, 2011
- "La mort de l'argent, l'effondrement du système monétaire international", documentaire d'Arte (26 minutes) de décembre 2015 https://www.youtube.com/watch?v=LhEsfqkyaPg